# MIDI
MIDI je akronim za digitalni interfejs muzičkih instrumenata (engl. Musical Instrument Digital Interface). To je standardizovani jezik s kojim elektronski instrumenti i računari komuniciraju jedni s drugima. Skoro svi sintisajzeri su opremljeni sa ovakvim MIDI interfejsom, preko kojeg mogu da razmenjuju informacije, bez obzira na proizvođača ili model. Preko MIDI interfejsa se prenose komande, a ne audio signal. Jedan MIDI dosije s podacima u poređenju sa audio dosijeima izgleda ekstremno mali. Na primer, ako za jedan minut audio snimka treba 100MB memorije, onda za istu tu minutu MIDI-ja trebaju do 10KB memorije. Razlog za to je da MIDI informacija ne sadrži audio podatke, nego samo instrukcije potrebne da sintisajzer proizvede zvuk.

## MIDI konekcija
Svi MIDI moraju da imaju IN (ulazni) i OUT (izlazni) priključak, a tako i opciju THRU (prenosni) priključak koja je u zadnje vreme standardno ugrađena. Preko MIDI  priključka se omogućava primanje, MIDI OUT emituje, a priključak MIDI THRU omogućava direktni prelaz na elektronske poruke primljene preko MIDI  priključka na isti uređaj. MIDI informacija se prenosi preko muškog 5-pinskog DIN tipa konektora na obe strane kabla. Dva pina se koriste za prenos binarne digitalne informacije MIDI koda. Jedan pin prenosi stabilne signale na 5 V, a drugi preko promenjivog napona između 0 V i 5 V prenosi binarne informacije, on i off, odnosno uključeno i isključeno. Pin koji je drugi po redu je za uzemljenje, a ostala dva pina se ne koriste. Postoje i elektronski instrumenti koje su opremljeni sa 8-pinskim mini DIN priključkom, što omogućava direktno povezivanje s računarom. Maksimalna dužina MIDI kabla je ograničena i ne sme da pređe 15 m.

## Povezivanje
Povezivanje između MIDI instrumenata može da bude MIDI Chain (u lancu) ili MIDI loop (u zatvorenom krugu)
1. MIDI  povezivanje je sa jednim smerom, t.j. MIDI Out jednog instrumenta se povezuje sa MIDI IN drugog. Ovo omogućuje da pritiskanje tipke na prvom instrumentu proizvede zvuk na oba instrumenta, a da pritiskanje tipke na drugom instrumentu proizvede zvuk samo na drugom instrumentu. Isto tako moguće je povezivanje više instrumenata u lančanoj vezi. U tom slučaju MIDI OUT sa prvig se povezuje sa MIDI IN drugog, a MIDI THRU na drugom se povezuje sa MIDI IN na trećim itd. Time se omogućava da pritiskanje tipke na prvom proizvede zvuk na svim instrumentima povezanim u lanac, a pritiskanje tipke na bilo kom drugom instrumentu da proizveste zvuk samo na jednom.
2. MIDI  je specifično MIDI Chain povezivanje, odnosno ima dve jednosmerne veze između oba instrumenta. MIDI OUT iz prvog instrumenta se povezuje sa MIDI IN na drugom, a MIDI OUT sa drugog na MIDI IN prvog instrumenta. Time se zatvara krug i omogućava se da pritiskanje tipke na bilo kom instrumentu proizvede zvuk na oba instrumenta.

## Prenos podataka
Preko jednog MIDI kabla može se prenositi više MIDI kanala, tačnije 16. Ovih 16 MIDI kanala omogućava da u isto vreme svira 16 potpuno različitih instrumenata ili da samo jedan MIDI instrument svira više zvukova istovremeno. Noviji instrumenti imaju mogućnost prenosa i prijema 32 MIDI kanala. Sposobnost instrumenata da svira više zvukova na više kanala se zove Multi-Timbral. MIDI kanali se zasebno koriste i njihovi podaci da se drže odvojeno.

## Modovi
Sintisajzeri u sebi sadrže elemente za generisanje zvuka, koji se nazivaju Voices (boje, glasovi). Da bi se uspostavila veza između uređaja koji šalje informaciju i koji generiše zvuk, koristi se nekoliko modova:
- Omni mod - Ovo je najjednostavniji mod. MIDI uređaj koji je podešen na ovaj mod transmituje MIDI podatke na MIDI kanalu 1, a prima na svih 16 kanala.
- Mono mod - Kad instrument koristi ovaj mod, može da svira samo jednu notu po MIDI kanalu. Ovo je korisno kad se koriste MIDI gitare i duvački kontroleri.
- mod - Ovaj mod koristi samo jedan MIDI kanal, koji definiše primac MIDI podataka. To znači da 16 nezavisnih muzičkih linija mogu biti odsvirane sa 16 različitih MIDI instrumenata istovremeno.
- Multi mod - Ovaj mod se koristi za takozvane multi-timbral instrumente, t.j. intrumente koji mogu primati MIDI podatke na više od jednog MIDI kanala istovremeno i mogu da sviraju različite zvuke na svakom kanalu.

## MIDI poruke
Generalno MIDI poruke dele se na:
- Kanelne poruke (za MIDI kanale) - One utiču na sve urađaje u lancu. Ovde spadjaju  poruke (za boje) i Mode poruke (za modove).
- Sistemske poruke - One nisu povezane s brojem kanala ili njegovim podacima. Ovde spadjaju  poruke koje se odnose na sve MIDI uređaje u sistemu i Exclusive poruke koje u sebi sadrže proizvođačev identifikacioni kod (šifru proizvođača).

## Računari i MIDI
Od momenta kad su MIDI poruke i računari postali kompatibilni, bilo je jasno da računari mogu da budu odlični alati za MIDI operacije. Međutim brzina prenosa MIDI podataka od 31,5 Kbaud bila je nesrazmerana s bilo kojim računarom, te je generalno bio potreban MIDI interfejs za računare. Mekintoš i Epl serije Epl računara, kao i , su među prvima prihvatili MIDI standard, a Atari je proizveo nov računar, ST seriju sa više ugrađenih MIDI priključaka. Za IBM PC (personalne računare) postoji više vidova interfejsa, ali uobičajeno su serijski, paralelni (kao priključak za printer) ili su kartice koje se priključuju u mesto za proširivanje na PC magistrali (PS bus).
Ipak standardni MIDI interfejs za IBM PC je Roland MPU-401. To je pametni interfejs koji podržava dumb mod (poznat kao UART mod (engl. Universal Asnchronous Reciever/Transmiter). Kao posledica toga, zvučne karte u kojima su ugrađeni MIDI interfejsi u sebi sadrže UART Mode funkciju na MPU-401. U osnovi računari funkcionišu isto kao i bilo koji drugi MIDI uređaj u MIDI chain ili loop povezivanju, zato što većinom računarski interfejsi imaju ista tri priključka kao i ostali MIDI uređaji. Glavni posao računara u lancu je da obezbeđuju MIDI podatke za ostale MIDI uređaje. Retko se upotrebljava MIDI In priključak na računaru, osim u slučajima kad je potreban spoljni sinhronizacijski signal ili obrada nekog podatka. Nekad se koristi i MIDI THRU priključak kod računara. Računar može da šalje podatke sa svih 16 MIDI kanala istovremeno t.j. može da se poveže sa 16 MIDI uređaja i svaki da bude podešen na različiti MIDI kanal. To znači da svaki MIDI uređaj može svirati zasebnu liniju u kompoziciji.
Isto kao što postoji veliki broj interfejsa tako je razvijen i veliki broj programskih paketa. Praktično za sve što se može uraditi preko MIDI-ja, postoji programski paket. Najranije su se pojavili programski sekvenceri, koji su se od jednostavnih razvili u sofisticirane programske pakete sa ogromnim uređivačkim mogućnostima. U novijim programima su uključene i komplikovanije sinhronizacijske metode, kao što su MTC (engl. Midi Time Code) i SMPTE (engl. Society of Motion Picture and Television Engineers), kao i brojne biblioteke zvukova. Muzička tehnologija može da se definiše kao tehnologija koja pomaže muzičarima u stvaranju muzike.

## Spoljašnje veze
- [https://web.archive.org/web/20150520120852/http://www.midi.org/ English-language
- [http://www.amei.or.jp/index_e.html Japanese-language
- -{Standard MIDI-File Format Specification 1.1 by “The International MIDI Association”

}-